# Бляшкошипые акулы
Бляшкошипые акулы (лат. Echinorhinus) — род акул, выделяемый в монотипические семейство звездчатошипых акул, или бляшкошипых акул, или эхинориновых, (Echinorhinidae) и отряд эхиноринообразных (Echinorhiniformes). Они распространены в субтропических и умеренно теплых водах. Эти донные акулы встречаются на континентальном и островном шельфе, а также на материковом склоне на глубине от 11 до 900 м. Могут достигать длины 3—4 м. Звездчатошипые акулы родственны катрановым и далатиям, но некоторые характерные особенности — отсутствие колючих шипов перед спинными плавниками, наличие крупных плакоидных чешуй, имеющих форму довольно больших круглых щитков, или бляшек, и несущих один-два острых конических зубчика, а также строение зубов — вполне оправдывают выделение этого рода в особое семейство.
Бляшкошипые акулы достигают длины около 3—4 м, а масса тела наиболее крупных особей может составлять 150—220 кг. У этих акул коренастое цилиндрическое тело с коротким рылом. Два маленьких лишённых шипов спинных плавника сдвинуты к хвосту и расположены близко друг к другу. Их основание находится у заднего края основания брюшных плавников. Анальный плавник и субтерминальная выемка на хвостовом стебле отсутствуют. По углам рта имеются короткие складки. Эти акулы питаются главным образом рыбой (в том числе и другими акулами), а также крабами. Добычу они, скорее всего, засасывают. Бляшкошипые акулы размножаются бесплацентарным яйцеживорождением.
Название семейства и рода происходят от слов греч. αχινός — «морской ёж» и греч. ῥινός — «нос». Промыслового значения бляшкошипые акулы не имеют, так как нигде не встречаются в значительном количестве.

## Классификация
На январь 2018 года в род включают 2 вида:
- Echinorhinus brucus (Bonnaterre, 1788) — Бляшкошипая акула, или звездчатошипая акула, или акула-аллигатор, или акула-крокодил
- Echinorhinus cookei Pietschmann, 1928 — Тихоокеанская бляшкошипая акула